# 棒球聯合會
棒球聯合會（英語：Baseball United）是即將在中東和南亞舉行的職業棒球聯賽。它計劃於2023年在杜拜開始比賽，四支球隊分別代表印度、巴基斯坦和阿拉伯聯合大公國的城市。

## 聯盟成立
棒球聯合會發起成立於2022年7月26日，最初的名稱為「國際棒球聯合聯盟」（The United International Baseball League，簡稱UIBL），發起人是美國棒球名人堂成員马里安诺·李维拉、貝瑞·拉金，成立這個聯盟的主要目的，是將職棒帶到印度、巴基斯坦和中東。為了解決這些地區缺乏合格棒球場的問題，聯盟計劃將板球場重新開發為棒球場，而暫時沒有建造新棒球場的計劃。
2022年8月18日，「國際棒球聯合聯盟」宣布將在杜拜國際板球體育場，進行第一個球季的九場比賽。11月，「國際棒球聯合聯盟」宣布更名為「棒球聯合會」。
棒球聯合會與巴基斯坦棒球聯合會合作，在伊斯蘭瑪巴德舉辦2023年亞洲盃棒球賽。2023年4月，大聯盟明星游擊手埃爾維斯·安德魯斯，宣佈加入聯合會的經營層。
2023年5月15日，聯合會宣佈第一隻加盟球隊「孟買眼鏡蛇」（Mumbai Cobras），總教練為前大聯盟明星選手克里斯·薩波。
2023年5月30日，聯合會第二隻加盟球隊「喀拉蚩君主」（Karachi Monarchs）成立，隊名來自兩個方面，一是巴基斯坦著名的板球隊「喀拉蚩國王」（Karachi Kings），另一方面是1920~1960年代，存在於美國黑人職棒聯盟球隊「堪薩斯市君主」（Kansas City Monarchs）。聯合會期待能將「孟買響尾蛇」與「喀拉蚩君主」之間的比賽，打造成經典對決，如同印度、巴基斯坦之間激烈的板球賽，甚至能發展成如同美國大聯盟著名的「基襪大戰」的經典賽事 。2023年6月5日，「喀拉蚩君主」宣佈前大聯盟球星亞德里安·貝爾川為球隊經理，米格爾·特哈達為總教練。2023年8月4日，聯合會宣布「杜拜灰狼」（Dubai Wolves）和「阿布達比獵鷹」（Abu Dhabi Falcons）為第三、四支加盟球隊。

## 選手
2023年10月23日，聯合會舉辦第一次球員選秀會，孟買眼鏡蛇在第一輪第一指名，選走芝加哥白襪2A的右投手卡蘭·帕特爾（Karan Patel），其他被挑選加盟的前美國職棒明星包括羅賓森·坎諾、巴特羅·柯隆、巴勃羅·桑多瓦爾、狄迪·葛雷格里斯、安德瑞爾頓·西蒙斯等人，還有兩位前日本職棒選手福永春吾、平田真吾也獲得指名，此外幾位曾在日本、台灣職棒聯盟效力過的前大聯盟選手杰佛瑞·马帝、吉爾·傑貞斯、史蒂文·莫亞也被各隊網羅。

## 隊伍
棒球聯合會的第一個球季共有四支球隊加盟
| 隊伍         | 城市     | 國家             | 加盟年度 |
| ------------ | -------- | ---------------- | -------- |
| 孟買眼鏡蛇   | 孟買     | 印度             | 2023     |
| 喀拉蚩君主   | 喀拉蚩   | 巴基斯坦         | 2023     |
| 杜拜灰狼     | 杜拜     | 阿拉伯聯合大公國 | 2023     |
| 阿布達比獵鷹 | 阿布達比 | 阿拉伯聯合大公國 | 2023     |